# Система помощи при спуске
Система помощи при спуске (HDC, Hill Descent Control; DAC, Downhill Assist Control; DDS, Downhill Drive Support; DBS, Downhill Brake Control) — система, предназначенная для предотвращения ускорения автомобиля при движении по горным дорогам под уклон, а также для эффективного подъема.
Система помощи при спуске является программным расширением системы ABS и использует конструктивные элементы данной системы, поэтому по своей сути является функцией, а не системой.

## Принцип работы
Принцип работы системы основан на поддержании постоянной скорости при спуске за счёт подтормаживания колёс, а также управления настройками двигателя. На основании сигналов датчиков электронный блок управления анализирует текущую дорожную ситуацию и в случае необходимости включает насос обратной подачи. Впускные клапаны и клапаны высокого давления ABS открываются, а выпускные и переключающие клапаны при этом закрыты. Далее в тормозной системе нагнетается необходимое давление, которое обеспечивает снижение скорости до определенного значения. Оно зависит от начальной скорости машины и включённой передачи (обычно в пределах 5-15 км/ч). Причём притормаживание происходит очень аккуратно, чтобы избежать сноса и возможного переворота автомобиля. В случае необходимости цикл работы системы повторяется заново. При этом алгоритм управления системы срабатывает при определённых условиях: автомобиль заведён, педали газа и тормоза отпущены, скорость движения менее 20 км/ч, преодолеваемый уклон более 20 %.
Автомобили с электронно-управляемыми АКПП могут иметь функцию торможения двигателем. ЭБУ АКПП самостоятельно распознаёт режим торможения двигателем (обычно на крутых затяжных спусках) и принудительно включает пониженную передачу (третью при четырёхступенчатой АКПП) при достижении заданной скорости, не перегружая трансмиссию и двигатель. Для снятия режима торможения достаточно поставить ногу на педаль газа, при этом АКПП сразу перейдёт на повышенную передачу (упадут обороты двигателя).

## Производители
В зависимости от автопроизводителя система имеет следующие названия:
- HDC, Hill Descent Control от Volkswagen, BMW, Land Rover и др.;
- DAC, Downhill Assist Control от Toyota;
- DDS, Downhill Drive Support от Nissan;
- DBC, Downhill Brake Control от Hyundai, KIA.

Hill Descent Control (HDC) — является одним из компонентов внедорожной системы «Terrain Response» в автомобилях Land Rover, «Terrain Management System» у автомобилей Ford и «Select-Terrain» на автомобилях Jeep.